# Mitsue
Mitsue (御杖村?) è un villaggio giapponese della prefettura di Nara.